# 20.ª División de Granaderos SS (Estonia n.º 1)
La 20.ª División SS Waffen Grenadier 1.ª Estonia (en alemán: 20.Waffen-Grenadier-Division der SS (estnische Nr.1); en estonio: 20. Eesti relvagrenaderide SS-diviis) fue una unidad militar de las Waffen SS constituida en mayo de 1944 en Estonia por las autoridades de ocupación de la Alemania Nazi tras el decreto de movilización general, emitido ante el avance de las tropas soviéticas en el Frente del Este.

## Historia

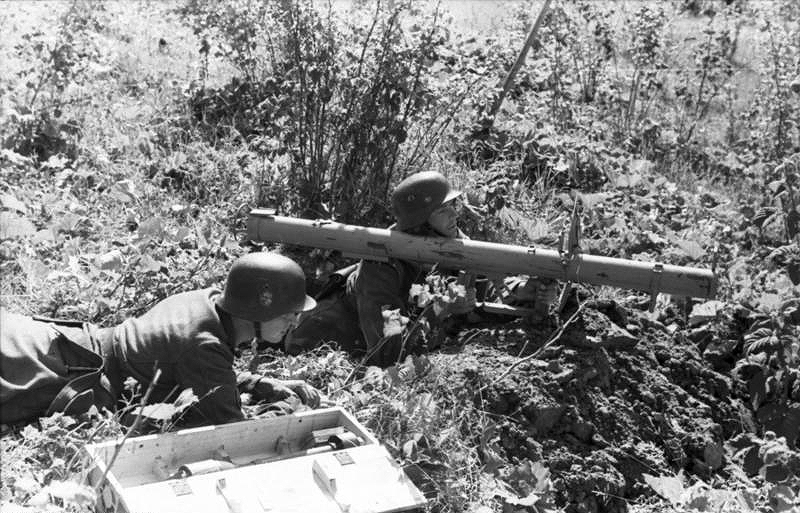
Soldados estonios se preparan para atacar con un Panzerschreck durante la Batalla de Narva (1944). Archivo Federal de Alemania.

Estaba formada por elementos reagrupados de la antigua 3.ª Brigada de Voluntarios SS (Estonia), del antiguo 200 Regimiento Finlandés de Infantería y de otras unidades menores, así como también por 38 000 hombres conscriptos. A pesar de su denominación SS, los uniformes no portaron sus emblemas distintivos sino la insignia nacional estonia.
La División hizo frente al Ejército Rojo hasta su rendición en mayo de 1945. En primavera y verano de 1944, entró en combate en las batallas de Narva y en la de la línea Tannenberg, hasta ser replegada hacia las líneas defensivas del río Emajõgi. Tras la orden de retirada general de los alemanes, muchos de sus miembros decidieron abandonar la unidad y seguir la lucha pasando a los Hermanos del Bosque (unidad partisana antisoviética), mientras que los restos de la división fueron reorganizados en Neuhammer.
Con cerca de 11 000 estonios y 2500 alemanes, la reorganizada división retornó al frente en febrero de 1945 e intervino en la ofensiva del Vístula-Óder durante la que quedó atrapada junto con el XI Cuerpo de Ejército en el área de Oberglogau-Falkenberg. En marzo de 1945, la división logró escapar de la bolsa, aunque perdiendo todo su material pesado y equipo, y se dirigió a Goldberg. Tras la ofensiva de Praga, y ante la inminente rendición de Alemania, la división intentó cruzar las líneas para rendirse a los Aliados Occidentales, pero quedó retenida y bloqueada por la población  y milicias locales. Más de 500 soldados que se habían rendido a ellas fueron torturados y asesinados.

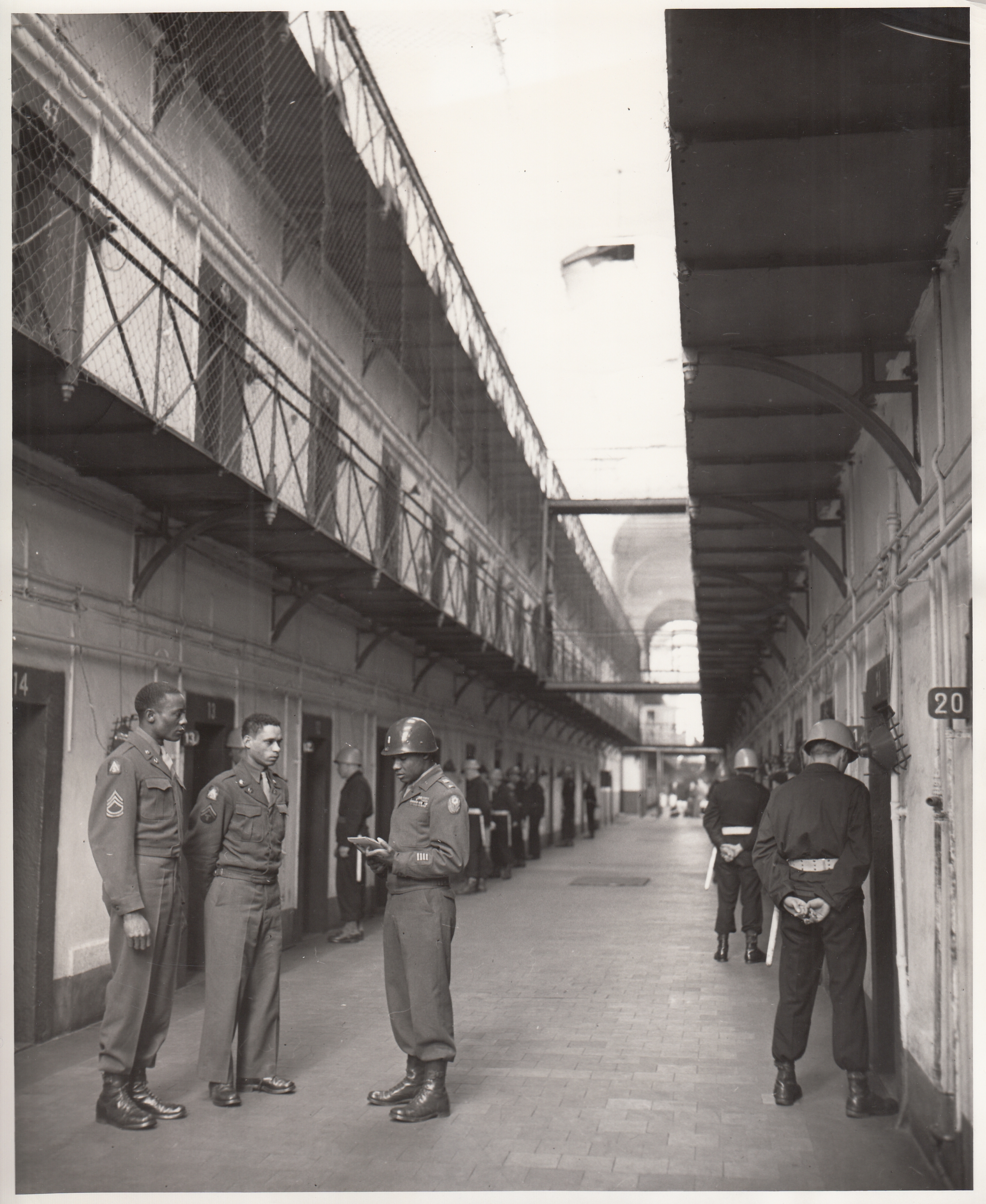
Muchos excombatientes bálticos y estonios de antiguas unidades SS fueron reclutados por los Aliados para la vigilancia en prisión de los encausados nazis durante los juicios de Núremberg. En la imagen, guardias de uniforme azul y cinturón blanco custodian a Hermann Goering, Rudolf Hess, y otros acusados.

Tras el final de la guerra, unos 300 veteranos que se habían pasado a los occidentales fueron reclutados para las fuerzas de seguridad y muchos de ellos formaron parte de las compañías que custodiaron a los prisioneros nazis encausados durante los procesos de Núremberg, como la «4221 Guard Company», que estuvo encargada de la vigilancia del perímetro del edificio sede del Tribunal Internacional Militar, diversas dependencias e incluso residencias de oficiales y personal estadounidense.
Precisamente, en los juicios de Núremberg fueron excluidos de la condena general a las Waffen-SS por crímenes de guerra aquellos soldados reclutados forzosamente o conscriptos, según la siguiente declaración:

Tribunal declares to be criminal within the meaning of the Charter the group composed of those persons who had been officially accepted as members of the SS as enumerated in the preceding paragraph who became or remained members of the organization with knowledge that it was being used for the commission of acts declared criminal by Article 6 of the Charter or who were personally implicated as members of the organization in the commission of such crimes, excluding, however, those who were drafted into membership by the State in such a way as to give them no choice in the matter, and who had committed no such crimes.

La controversia sobre la relación de las antiguas unidades SS con el Holocausto y otros crímenes de guerra fue mantenida durante el periodo de enfrentamiento en los países bálticos entre parte de la población y las autoridades soviéticas. Tras la independencia, desde 2002, el gobierno estonio ordenó la retirada del monumento a la división donde se podía leer la inscripción: «A los que lucharon entre 1940-1945 contra el bolchevismo y por la restauración de la independencia estonia» y que sucesivamente estuvo instalado cerca de Pärnu y en Lihula, hasta su retirada al interior de un museo privado en Lagedi.
En 2004, el Jerusalem Post denunció los planes de erigir un nuevo monumento a las SS en Estonia mientras el gran rabino de Rusia, Berel Lazar, advirtió del peligro de reavivar el antisemitismo en la región. Desde 2007, se celebra anualmente un encuentro entre veteranos de la 20.ª División y otros países cerca de Sinimäe.

## Comandantes
Los siguientes oficiales comandaron la división:
- SS-Oberführer (SS-Brigadeführer desde el 21 de junio de 1944) Franz Augsberger (24 de enero de 1944 - 19 de marzo de 1945)
- SS-Sturmbannführer Hans-Joachim Muetzelfeldt (19 de marzo de 1945)
- SS-Oberführer (SS-Brigadeführer desde el 20 de abril de 1945) Berthold Maack (19 de marzo de 1945 - 8 de mayo de 1945)